# Priacanthidae

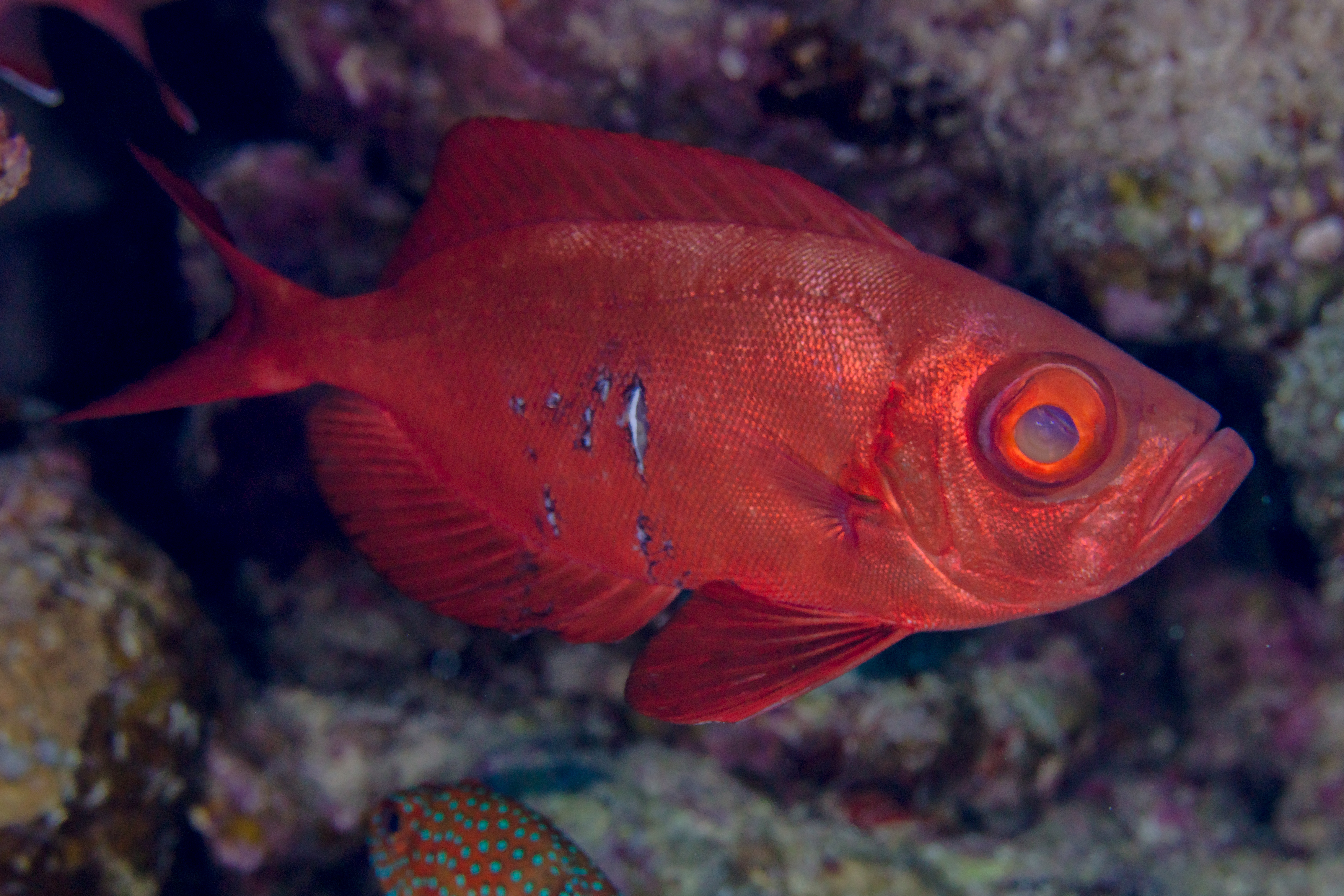
Priacanthus hamrur

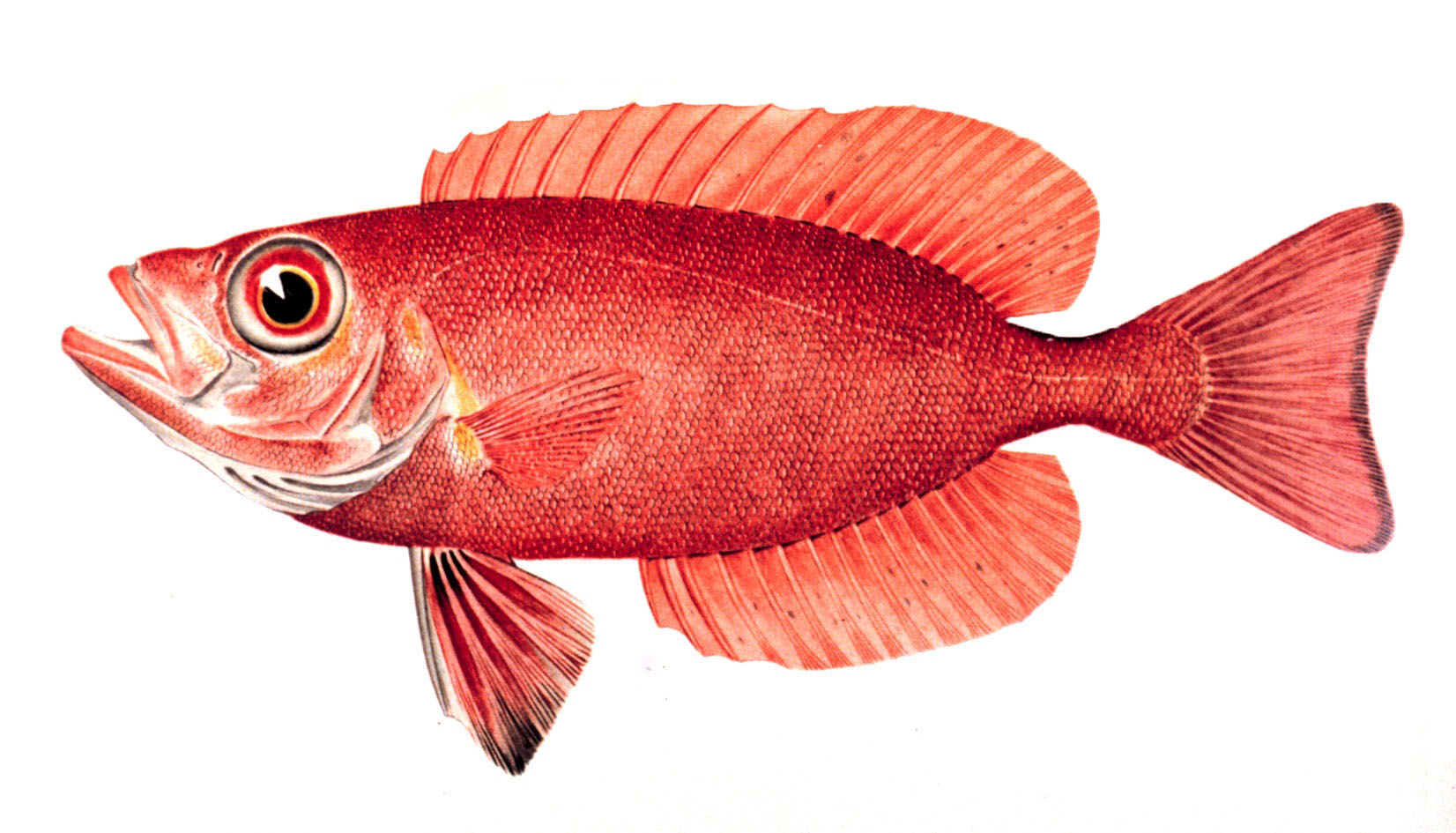
Priacanthus arenatus

Las catalufas (familia Priacanthidae) es una familia de peces marinos incluida en el orden Perciformes, distribuidos por zonas tropicales y subtropicales de los océanos Atlántico, Pacífico e Índico.
Se caracterizan por tener unos ojos muy grandes con una brillante capa reflectora (tapetum lucidum), así como una gran boca situada en la parte superior muy oblicua. Presentan normalmente 10 espinas en la aleta dorsal y 10 a 15 radios blandos, una aleta anal con tres espinas y una aleta caudal entre ligeramente emarginada a redondeada. Las escamas son muy rugosas por tener espinas, normalmente de un color rojo brillante.
Viven cerca del fondo, generalmente asociados a formaciones rocosas o arrecifes de coral y unas pocas especies habitan zonas abiertas, la mayoría con hábitos carnívoros y nocturnos.
Los huevos, las larvas y las primeras etapas juveniles son pelágicos. Pescado para alimentación humana, la mayoría no llegan a los 30 cm de longitud, aunque algunas especies alcanzan 50 cm.
Aparecen por primera vez en el registro fósil durante el Eoceno medio, durante el Terciario inferior.

## Géneros y especies
Existen unas 18 especies agrupadas en 4 géneros:
- Género Cookeolus (Fowler, 1928)
  - Cookeolus japonicus (Cuvier en Cuvier y Valenciennes, 1829) - Catalufa aleta larga.

- Género Heteropriacanthus (Fitch and Crooke, 1984)
  - Heteropriacanthus cruentatus (Lacepède, 1801) - Achote (Colombia), Alunado (Rep.Dominicana), Catalufa roquera (México y España), Catalufa espinosa (Cuba), Catalana (Venezuela), Ojón (en varios sitios).

- Género Priacanthus (Oken, 1817)
  - Priacanthus alalaua (Jordan y Evermann, 1903) - Catalufa alalaua.
  - Priacanthus arenatus (Cuvier en Cuvier y Valenciennes, 1829) - Catalufa, Catalufa ojón o Catalufa toro.
  - Priacanthus bleekeri (Castelnau, 1873)
  - Priacanthus blochii (Bleeker, 1853) - Catalufa florera.
  - Priacanthus fitchi (Starnes, 1988)
  - Priacanthus hamrur (Forsskål, 1775) - Catalufa espejuelo.
  - Priacanthus macracanthus (Cuvier en Cuvier y Valenciennes, 1829) - Catalufa del Pacífico.
  - Priacanthus meeki (Jenkins, 1903)
  - Priacanthus nasca (Starnes, 1988)
  - Priacanthus prolixus (Starnes, 1988)
  - Priacanthus sagittarius (Starnes, 1988)
  - Priacanthus tayenus (John Richardson, 1846) - Catalufa pintada.
  - Priacanthus zaiserae (Starnes y Moyer en Starnes, 1988)

- Género Pristigenys (Agassiz, 1835)
  - Pristigenys alta (Gill, 1862) - Catalufa de lo alto (México y Cuba) o Catalufa de canto (España).
  - Pristigenys meyeri (Günther, 1872)
  - Pristigenys niphonia (Cuvier en Cuvier y Valenciennes, 1829)
  - Pristigenys serrula (Gilbert, 1891) - Catalufa semáforo.